# Puertollano (Gerichtsbezirk)
Der Gerichtsbezirk Puertollano ist einer der zehn Gerichtsbezirke in der Provinz Ciudad Real.
Der Bezirk umfasst 18 Gemeinden auf einer Fläche von 4.156,39 km² mit dem Hauptquartier in Puertollano.

## Gemeinden
| Gemeinde                   | Einwohner (2024) | Fläche km² | Dichte Einw./km² | Cod INE | Postleitzahl |
| -------------------------- | ---------------- | ---------- | ---------------- | ------- | ------------ |
| Abenójar                   | 1.324            | 423,43     | 3                | 13001   | 13180        |
| Aldea del Rey              | 1.577            | 154,31     | 10               | 13009   | 13380        |
| Almodóvar del Campo        | 5.706            | 1.208,27   | 5                | 13015   | 13580        |
| Argamasilla de Calatrava   | 5.802            | 165,94     | 35               | 13020   | 13440        |
| Brazatortas                | 1.001            | 271,82     | 4                | 13024   | 13450        |
| Cabezarados                | 297              | 80,36      | 4                | 13025   | 13192        |
| Cabezarrubias del Puerto   | 488              | 100,59     | 5                | 13026   | 13591        |
| Caracuel de Calatrava      | 134              | 9,92       | 14               | 13030   | 13433        |
| Corral de Calatrava        | 1.128            | 148,77     | 8                | 13035   | 13190        |
| Fuencaliente               | 1.001            | 269,85     | 4                | 13042   | 13130        |
| Hinojosas de Calatrava     | 508              | 102,52     | 5                | 13048   | 13590        |
| Mestanza                   | 657              | 370,00     | 2                | 13055   | 13592        |
| Los Pozuelos de Calatrava  | 345              | 84,00      | 4                | 13067   | 13191        |
| Puertollano                | 45.195           | 226,74     | 199              | 13071   | 13500        |
| San Lorenzo de Calatrava   | 197              | 105,73     | 2                | 13075   | 13779        |
| Solana del Pino            | 332              | 180,08     | 2                | 13080   | 13593        |
| Villamayor de Calatrava    | 619              | 144,81     | 4                | 13091   | 13595        |
| Villanueva de San Carlos   | 272              | 109,25     | 2                | 13094   | 13379        |
| Gerichtsbezirk Puertollano | 66.583           | 4.156,39   | 16               | –       | –            |